# Peter Van Asbroeck
Peter Van Asbroeck (Brussel, 20 oktober 1962) is een Vlaams acteur en tv-kok. 

## Carrière
Na zijn middelbareschoolopleiding aan het Jan-van-Ruusbroeckollege studeerde Van Asbroeck aan het Hoger Instituut Dramatische Kunst (Studio Herman Teirlinck) te Antwerpen, waar hij in 1984 de titel van laureaat dramatische kunst behaalde. Van 1984 tot 1993 speelde hij bij verschillende toneelgezelschappen in België en Nederland. In 1993 speelde hij ook een rol in de film Daens.
Van Asbroeck speelde van 1995 tot 1997 de rol van Alex Thijssen in de populaire serie Wittekerke op VTM. 
Van 1996 tot 2006 was hij panellid in Het Swingpaleis. Op Radio 2 was hij jarenlang panellid in het programma "De Zoete Inval". In 2005 had hij een seizoen lang een programma op Radio Donna samen met Kurt Vergult: "De Opsporingsbrigade".
Hij is ook bekend als Werner Van Sevenant in Thuis, deze rol speelde hij 10 jaar, van 1997 tot 2007. Hij ging hierna aan de slag als presentator bij VijfTV en VT4. Van 2008 tot 2013 was hij 5 seizoenen te zien in de politieserie Zone Stad als agent Mike Van Peel. Ook is hij presentator van de programma's Help, mijn man is Klusser!, Schatten op zolder, De Huisdokter, Peter Kookt, Zie Je Wel en Bananasplit. Sinds enkele jaren is hij ook de voice-host van Komen Eten. In 2010 tekende hij een exclusiviteitscontract met VT4. In 2012 werd beslist om Van Asbroeck te vervangen. Hij ging daarna bij VIJF aan de slag, maar kwam daar ook op een zijspoor terecht. In 2015 werd hij op VTM de commentaarstem van Total Loss in het Bos.
Van Asbroeck is gepassioneerd door koken en sinds 2002 heeft hij een kookrubriek in het weekblad Dag Allemaal. Hij schreef vijf kookboeken. In 2003 maakte hij deel van het team rond Peter De Clercq dat wereldkampioen BBQ werd in Jamaica, waar hij verantwoordelijk was voor de randanimatie.
Sinds 2019 maakt hij deel uit van Het Farcetheater als acteur in verschillende producties.

### Privé
Van Asbroeck is een fervent sporter en duiker. In 1996 haalde hij zijn vliegbrevet. In 2003 beklom hij met succes de Mont Blanc. In 2009 werd hij lid van de Koninklijke Aeroclub Brasschaat.
Sinds 1999 is hij peter van de Indian Day, een motorrally georganiseerd door de 15de Wing Luchttransport ten voordele van Fonavibel en de MS-Kliniek in Melsbroek. In 2010 was hij medestichter van 369 Squadron-Belgian Vintage Aircraft Association.
In de zomer van 2010 reed Van Asbroeck door een rood licht, waarbij hij een fietser die groen had dodelijk aanreed. Hiervoor kreeg hij een rijverbod, boete en celstraf met uitstel  opgelegd.

## Filmografie
- Wildschut (1985) - als soldaat
- Exit-exil (1986) - als homoseksuele man
- Skin (1987) - als Frank
- Alfa Papa Tango (1990)
- Daens (1992) - als Gust
- Anchoress (1993) - als Dyer
- Just Friends (1993)
- Bex & Blanche (1993) - als Jos
- Het Park (1993) - als boef
- Buiten de zone (1994) - als professor
- Buiten de zone (1994) - als uitvinder van het buskruit
- Wittekerke (1995-1997) - als Alex Thijssen
- Buiten de zone (1996) - als zwarte ridder
- Windkracht 10 (1997) - als M.P. 1
- Thuis (1997-2007) - als Werner Van Sevenant
- Deman (1998) - als Bert Geens
- Hof van Assisen (1998) - als Joris De Clerck
- Recht op Recht (1999) - als Marc Vereeck
- Flikken (1999) - als brandweerman John
- Heterdaad (1999) - als Marijnen
- De grote boze wolf show (2000-2002) - als Peter
- F.C. De Kampioenen (2004) - als motard
- Mega Mindy (2006) - als Robert
- Happy Singles (2008) - als William 'Willy' Keersmaecker
- Zone Stad (2008-2013) - als Mike Van Peel
- Witse (2009) - als Geert De Kok
- Zot van A. (2010) - als Mike Van Peel
- Familie (2010) - als motard
- Familie (2015) - als kapitein Erik
- Dubbelspel (2016) - als Dirk
- Echte Verhalen: De Buurtpolitie VIPS (2022) - als VIP
- Milo (2024) - als Frederiek De Vries

## Presentatie
- Graag Gedaan (VRT)
- Now or Never (VT4)
- De Huisdokter (VT4)
- Schatten op Zolder (VijfTv)
- Komen eten (VT4)
- Help! Mijn man is een klusser (VT4)
- Peter Kookt (VT4)
- Bananasplit (VT4)
- Zie Je Wel (VT4)

## Radio
- Donna's Opsporingsbrigade (samen met Kurt Vergult)
- De Zoete Inval (Radio2)